# Tegmen
Het tegmen (meervoud tegmina) is de voorvleugel van een insect. De voorvleugels zijn vaak verdikt om de achtervleugels te beschermen, ze worden dan wel dekschilden of elytra genoemd. 